# Mesembryanthemum tomentosum
Mesembryanthemum tomentosum är en isörtsväxtart som beskrevs av Klak. Mesembryanthemum tomentosum ingår i Isörtssläktet som ingår i familjen isörtsväxter. Inga underarter finns listade i Catalogue of Life.